# Кинашівська сільська рада
Кинашівська сільська рада — колишній орган місцевого самоврядування у Тульчинському районі Вінницької області з адміністративним центром у с. Кинашів.

## Населені пункти
Сільській раді були підпорядковані населені пункти:
- с. Кинашів
- с-ще Капки
- с. Мазурівка
- с. Марусине
- с. Нестерварка
- с-ще Хмельницьке

## Склад ради
Рада складалася з 30 депутатів та голови.